# Klosneuvirus
Genre
Klosneuvirus est un virus géant découvert en Autriche dans une station de traitement des eaux usées de Klosterneuburg lors d'analyses métagénomiques. Il appartient au groupe des Klosneuvirinae, une sous-famille des Mimiviridae. 

## Description
Le génome de ce virus contient 1.57 Mb avec une suite de gènes cellulaires, contenant notamment des enzymes aminoacyl-ARNt synthétases avec une spécificité pour 19 des 20 acides aminés ainsi que plus de 20 ARNt et des facteurs d'initiation modifiant l'ARNt. 

## Écologie
Son hôte prédit est les protistes. Par son action, il est impliqué dans la régulation du cycle biogéochimique de la planète.